# Diby
Diby – wieś w Estonii, w prowincji Lääne, w gminie Vormsi.